# Ion (dialog)
Ion (gr. Ἴων) – dialog Platona zaliczany do dialogów wczesnych. Stronami dialogu są Sokrates oraz Ion, pochodzący z Efezu wędrowny rapsod. Dialog traktuje o relacjach pomiędzy poezją oraz wiedzą i jej przedmiotami. Ustami Sokratesa Platon wypowiada tezę, iż zarówno recytatorzy jak i twórcy poezji działają pod wpływem boskiego natchnienia, nie zaś wiedzy, jak próbował dowodzić Ion. 
Na język polski dialog został przełożony przez Władysława Witwickiego w 1921 roku. Tłumacz ten wskazuje na wysokie walory artystyczne dialogu oraz wyraźne piętno platońskiego stylu.